# João Taveira de Lima
João Taveira de Lima, est un militaire portugais. Chevalier de l'Ordre du Christ, il commence sa carrière en tant que simple soldat au moment de la Guerre de Restauration  où il sert dans la cavalerie.

## Biographie
Il poursuit sa carrière, au cours de laquelle il atteint différents grades tels que Aspirant, Capitaine, Lieutenant-Colonel puis Colonel. Il termine sa carrière en tant que gouverneur militaire de la place forte de Monção dans la avec le grade de Brigadier. Il décède dans cette ville le 13 juillet 1738, à l'âge de cent huit ans, trois mois et deux jours. Il est inhumé dans cette même ville, où il avait prévu sa sépulture.